# ۹۷ (میلادی)
۹۷ (میلادی) نود و هفتمین سال تقویم میلادی است.